# Armand Gassis
Armand Gassis est un homme politique, un entrepreneur et un architecte français, né le 11 juillet 1839 à Châteaulin dans le Finistère et est décédé le 28 mai 1915 dans cette même commune.

## Biographie
Fils d'un entrepreneur en travaux publics, il travaille avec son père puis lui succède en 1871. Il deviendra par la suite architecte. Dans les dernières années du XIXe siècle, il conçoit de nombreuses écoles et les églises paroissiales de Lothey, Névez, Lopérec, Douarnenez, Scaër, Loperhet, Saint-Ségal, Crozon, Treffiagat et de l'Ile de Sein.
Adjoint au maire de Châteaulin depuis 1885, il est élu maire de 1896 à 1903, date à laquelle il est révoqué pour avoir refusé de notifier la laïcisation d'une école religieuse.
Il est conseiller général du Canton de Châteaulin de 1899 à 1907.
Il est élu sénateur du Finistère le 25 octobre 1903 lors d'une élection partielle, en remplacement d'Adolphe Porquier.
Il siège au groupe de l'Alliance républicaine progressiste, puis à la Gauche républicaine. Il est battu lors du renouvellement de 1912.

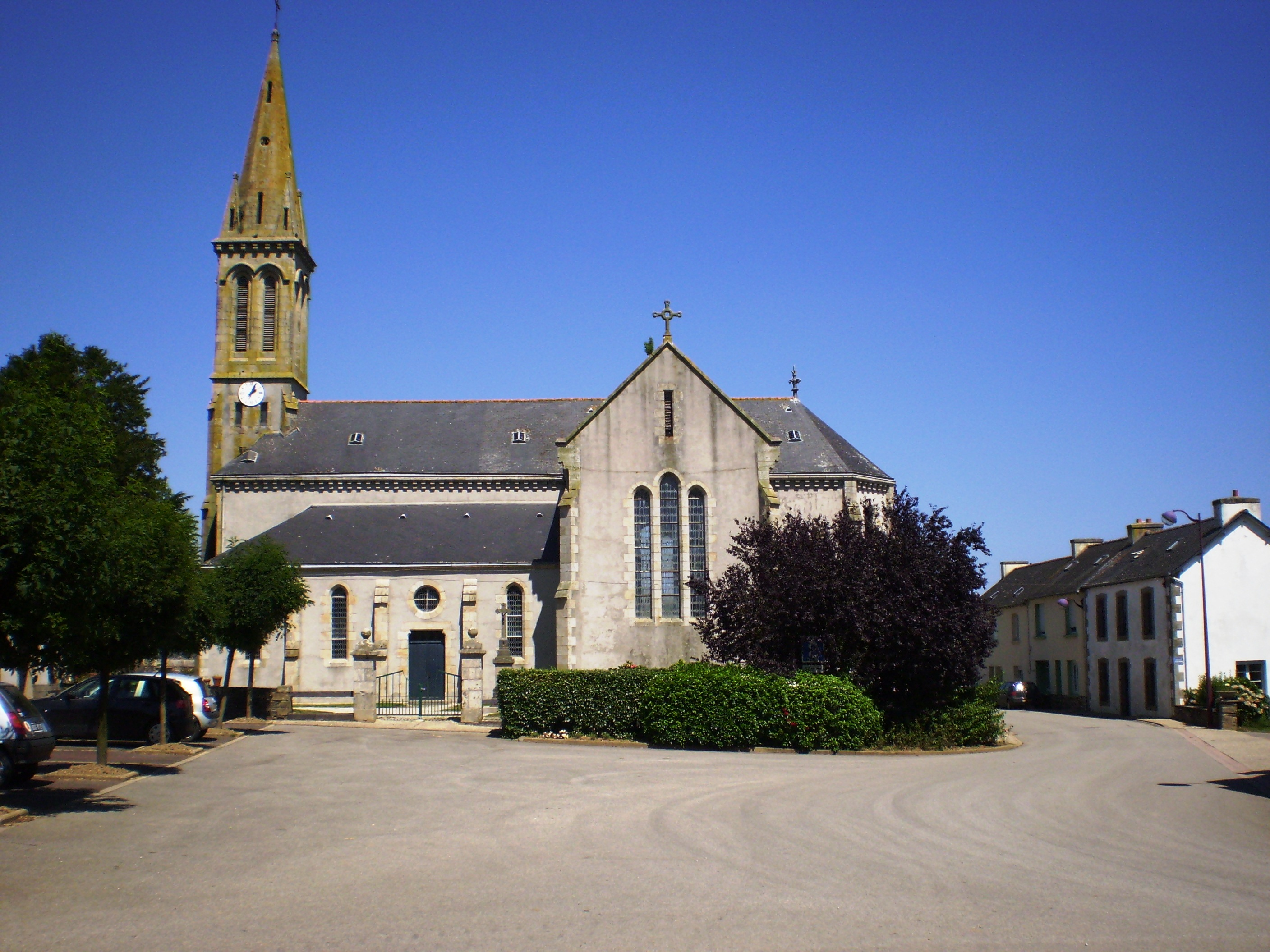
L'église paroissiale Saint-Fiacre de Lothey construite selon les plans d'Armand Gassis